# Neutroncsillag

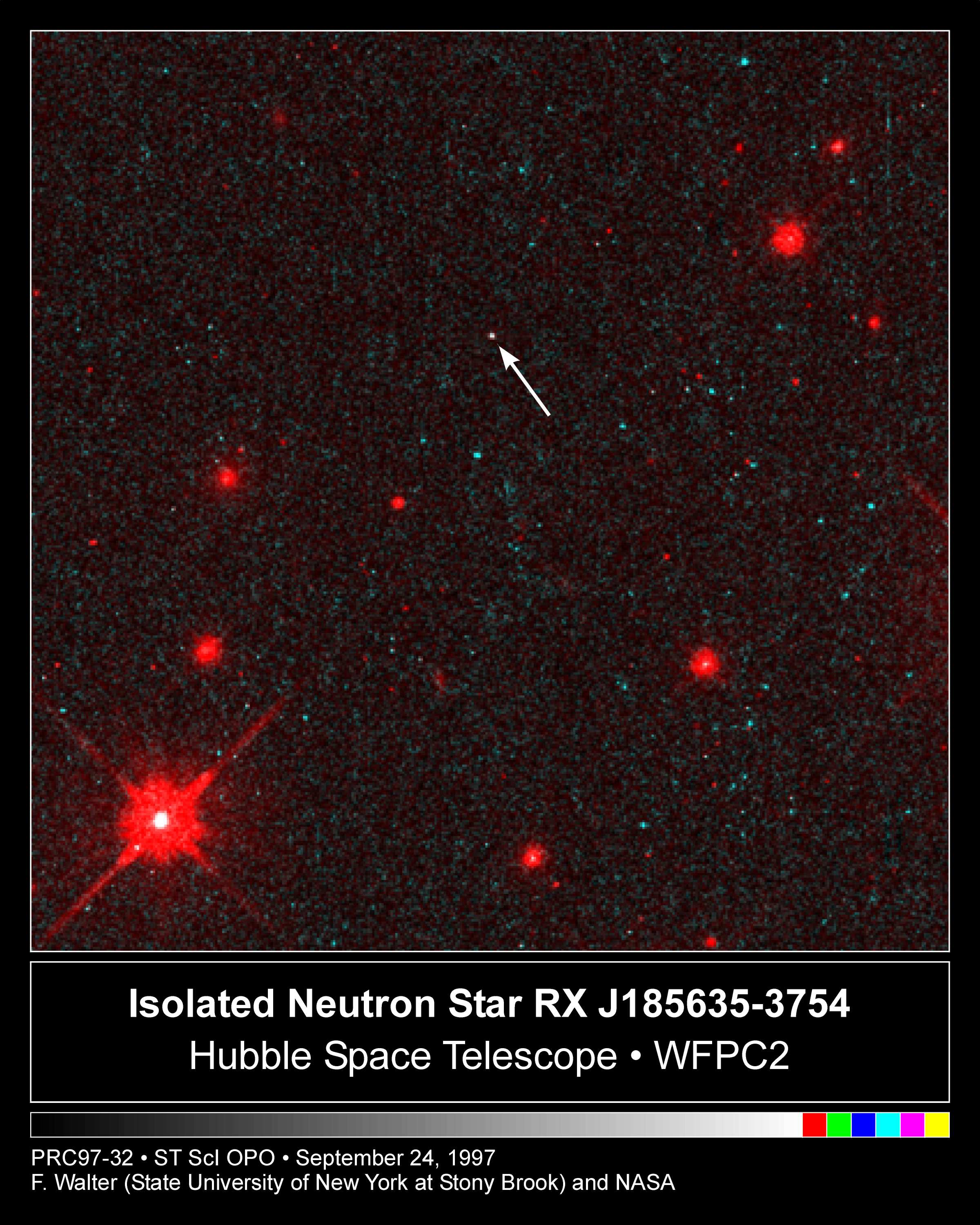
Az RX J185635-3754 neutroncsillag, az első, melyet a látható fény tartományában is sikerült megörökíteni. A Hubble űrtávcső felvétele

A neutroncsillagok nagy mennyiségű szabad neutront tartalmazó maradványcsillagok.
Nagy sűrűségeknél a csillagok belsejében az atommagok befogják a szabad elektronokat, ezáltal neutronban gazdagabb atommagok keletkeznek. A 12≤A≤56 atommagok esetében ez a folyamat a 1011≤ρ≤1014 kg/m³ sűrűségtartományban zajlik. Ahogy az atommagokban egyre több neutron keletkezik, ezek kötési energiája negatív lesz, így ρ>~1015 kg/m³ sűrűségnél a fehér törpéket alkotó atommagok és szabad elektronok helyett kevés magot, elektront, és nagy mennyiségű szabad neutront tartalmazó degenerált gáz jön létre. Ezért a 1016 – 1018 kg/m³ sűrűségű kompakt objektumot neutroncsillagnak nevezzük. Egy ilyen objektumot  úgy tekinthetünk, mint ami kizárólag neutronból áll. Ez a konfiguráció egy hatalmas atommaghoz hasonlítható, melynek tömegszáma A~1057 és a Z/A~10−2. A gravitációs nyomást a neutronok rövid hatósugarú nukleáris taszítóereje egyenlíti ki. Egy, a mi Napunkéval megegyező tömegű neutroncsillag átmérője kb. 20 km, ezért optikai távcsövekkel nagyon nehéz megfigyelni.
Vannak neutroncsillagok, melyek elektromágneses hullámokat  keltenek, elsősorban a gamma- és röntgentartományban. Ezeket pulzároknak nevezzük. A szokásosnál erősebb mágneses térrel rendelkező neutroncsillagok a magnetárok.
Az eddig ismert legnagyobb sebességgel mozgó csillag az RX J0822-4300 jelű neutroncsillag, amely a Chandra űrtávcső felvételei alapján végzett számítások szerint egy szupernóva-robbanástól hajtva óránként 5,5 millió kilométeres sebességgel halad.

## A neutroncsillagok tulajdonságai

### Gravitáció
Egy tipikus neutroncsillag felszínén tapasztalható gravitációs mező megközelítően 2x1011-szer erősebb, mint a Föld felszínén. Ennek megfelelően a szökési sebesség elérheti a 100 000 km/s értéket, azaz a fénysebesség egyharmadát. A mező ereje gravitációs lencsehatást okoz, mely a csillag saját fényét is eltéríti. Ez azt a hatást okozza, hogy a csillag felszínének több mint a fele látható, bármely irányból is figyeljük meg azt.

### Hőmérséklet
Kezdetben a csillag belsejében 100 milliárd kelvin hőmérséklet uralkodik, de a neutrínók kisugárzása mindössze egy év alatt 1 millió kelvinre csökkenti a felszín hőmérsékletét, ami innentől kezdve lassabb ütemben hűl, mert addigra a neutrínók áramlása gyakorlatilag megszűnik.

### Forgás
Az elődcsillag magja a szupernóva-robbanás során összeroppan, mérete jelentősen csökken, és mivel az összeomlásakor se a mágneses energiája, se a perdülete nem változhat meg, a robbanásban keletkezett neutroncsillag szédítő sebességgel forog, és óriási mágneses tere van. Az eddig mért leggyorsabb forgást 716 Hz frekvenciával a PSR J1748-2446ad elnevezésű neutroncsillagnál mérték. A stabilitási határt a centrifugális erő határozza meg, ez megközelítőleg 1000 Hz frekvenciánál van. Mivel a hátramaradt neutroncsillag sugárzása révén további energiát táplál a maradványködbe, az még évezredekig látható marad. A köd általában középen a legfényesebb és a szélei felé halványabb. Ezeket plerion típusú ködöknek hívjuk, amelyeknek legismertebb példája a Rák-köd.

### Tömeg, méret
A neutroncsillag tömege az elméleti számítások szerint 1-3 naptömeg közötti. Ha nagyobb tömegű lenne, a degenerált neutronok nem lennének képesek megtartani a súlyt és összeroppanva fekete lyuk jönne létre. A megfigyelt két legnagyobb tömegű neutroncsillag tömege 1,94 és 2,74 naptömeg, így ezek az adatok nem mondanak ellent a számításoknak.
A neutroncsillag átmérője (ugyancsak számítások alapján) nagyjából 20 km.

### Légkör, mágneses tér
A csillagok légköre ionizált gáz, amiben a mágneses tér nehezen mozdul el. A csillag összeomlásakor a mágneses tér kisebb térfogatra préselődik össze, így az erőssége a kiinduló állapot milliárdszorosa lehet. Mivel néhány csillag mágneses tere már eleve ezerszer erősebb a Napunkénál, ezért a végeredményként kialakuló neutroncsillag mágneses tere billiószorosa lesz a Napunkénak.

## Belső felépítés
Egy átlagos, 1,5 naptömegű, 20 km átmérőjű neutroncsillag héjas szerkezetű. A felszínén a szabad neutronok instabilak lennének, így itt csak elektronok és vasatommagok találhatók, mely utóbbiak kristályszerkezetet alkotnak. A rendkívül erős gravitáció miatt itt legfeljebb néhány milliméter magas kiemelkedések maradhatnak fenn. A forró plazmából álló légkör legfeljebb egy méter vastag lehet.
Megközelítőleg 10 méter mélység után elegendő a nyomás ahhoz, hogy a szabad neutronok is stabilakká váljanak. Innentől kezdődik az 1–2 km vastag belső kéreg, ahol a kristályos atommagok szabad elektronokkal és a neutronok keverednek. A mélység növekedésével a vastartalom egyre csökken, míg a neutronok aránya ennek megfelelően nő.

## Kapcsolódó szócikk
- Calvera (neutroncsillag)

### Magyar nyelvű
- Forró foltok a neutroncsillagokon (2005. május 28.)
- Dávid Gyula: Pislákoló csillagroncsok - fehér törpék, neutroncsillagok, fekete lyukak (audio), (video) – Előadás a Polaris csillagvizsgálóban, 2006. december 20.

### Idegen nyelvű
- Michael Seeds, Dana Backman: Universe: Solar Systems, Stars, and Galaxies, 7. kiadás, 2012, Brooks/Cole, Cengage Learning, ISBN 978-1-111-42567-8